# Mieczysław Epstein
Mieczysław Epstein (ur. 30 stycznia 1833 w Warszawie, zm. 25 września 1914 w Warszawie) – polski przedsiębiorca, działacz społeczny i dyplomata żydowskiego pochodzenia.
Urodził się jako syn Hermana Epsteina i Eleonory Glücksberg, wnuk Jakuba Epsteina. Ochrzcił się w dniu 9 września 1865 w Paryżu w kościele św. Filipa. 
Z zawodu był bankierem. W latach 1876–1882 i 1885-1906 sprawował funkcję prezesa Komitetu Giełdy Warszawskiej. Był prezesem rady Banku Dyskontowego w Warszawie, wiceprezesem zarządu Towarzystwa Zakładów Bawełnianych w Zawierciu, prezesem zarządu i równocześnie administratorem cukrowni „Hermanów” w Hermanowie, „Konstancja” w Kutnie oraz „Łyszkowice”. 
Sprawował funkcję konsula generalnego Królestwa Belgii i Królestwa Włoch.
Był żonaty z Leonidą Lambert (1836-1918), z którą miał troje dzieci: Alicję (ur. 1855), Jerzego (1856-1932) i Gabrielę (1862-1930).
Pochowany na Powązkach.